# Quanti sono i domani passati

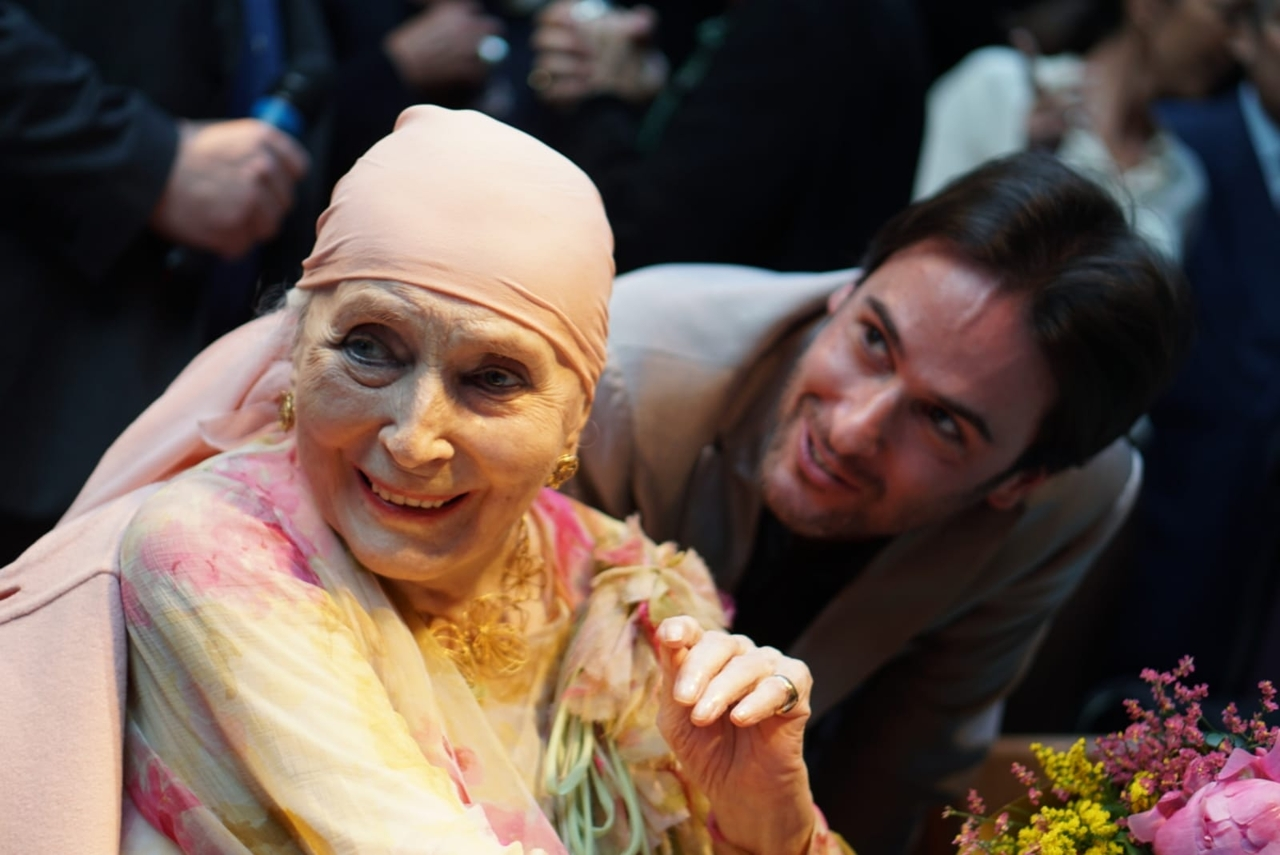
Valentina Cortese e Enrico Rotelli alla prima del film Diva! tratto dal libro Quanti sono i domani passati.

Quanti sono i domani passati è il romanzo autobiografico scritto dall'attrice Valentina Cortese, a cura di Enrico Rotelli e pubblicato da Arnoldo Mondadori Editore nella primavera del 2012.
Il libro è dedicato all'amato  figlio, l'attore italo-americano Jackie Basehart, che l'attrice nei suoi ricordi, vede fare i primi passi traballanti, a soli nove mesi.

## Trama
La Cortese in questo libro si descrive e si racconta come un'attrice vecchio stile, con una voce flautata. È del tutto consapevole che nella vita cerca di fare il clown, con un'etichetta imposta dal pubblico di una diva un po' evanescente, ruolo che tuttavia la protegge e le fa comodo, come lei stessa afferma.
È un'attrice che ha inseguito gli ideali di bellezza e grazia ed ai quali ella vuole restare fedele. Afferma di dissociarsi dal presente distratto che non vede le cose essenziali. Dice di non voler aderire alla bruttezza ed alla volgarità non sentendosene parte. Ma Valentina, tolti gli abiti di scena e fuori dal palcoscenico è soprattutto una donna come tante, con la gioia e la sua disperazione di vivere.
La sua vita raccontata in quest'opera autobiografica, sembra quasi una favola hollywoodiana che inizia con lo scoccare di un capodanno di un gelido inverno in una Milano d'altri tempi e in una provincia lombarda sulle rive dell'Adda fino ad arrivare a Torino, Milano, Roma, Cinecittà, Hollywood, fino al palcoscenico del Piccolo Teatro. Una storia di grandi amori con uomini altrettanto famosi e grandi come Giorgio Strehler, Victor de Sabata, di incontri ed amicizie straordinarie come quella con Federico Fellini, Marilyn Monroe, François Truffaut, fino ad Alda Merini.